# ブルターニュのアルチュス
『ブルターニュのアルチュス』（Artus de Bretagne）は、アーサー王伝説に属する文学作品の一つ。

## 概要
1300年頃に成立したとみられており、中期フランス語の散文で書かれている。
ブルターニュ公の息子アルチュスの冒険や怪物退治が描かれている。なおアルチュスはアーサーのフランス語名だが、ブリテンのアーサー王とは別の人物である。
この物語は当時広く読まれていたようであり、1532年頃に書かれたフランソワ・ラブレーの『パンタグリュエル物語』（第30章）において過去の王や英雄たちが地獄で世俗の仕事に従事させられている場面でも、ブルターニュのアルチュスが取り上げられている。